# Without a Trace – Spurlos verschwunden
Without a Trace – Spurlos verschwunden (vom Englischen: ohne eine Spur) ist eine US-amerikanische Fernsehserie. In der Serie geht es um die Fälle der Missing Persons Unit, einer fiktiven Spezialabteilung des FBI mit Sitz in New York, deren Aufgabe es ist, aktuelle Vermisstenfälle möglichst zeitnah aufzuklären. Denn je länger jemand vermisst ist, desto geringer ist statistisch gesehen die Wahrscheinlichkeit, die Person lebend zu finden.
Die Serie wurde ab dem Jahr 2002 produziert und lief in den USA bei CBS. Am 19. Mai 2009 wurde sie eingestellt.
Die deutsche Erstausstrahlung sendete ProSieben am 3. September 2003 um 21:15 Uhr.

## Hintergrund
Unter der Führung von Produzent Jerry Bruckheimer wurde das Konzept einer von New York aus operierenden Spezialeinheit der amerikanischen Bundesbehörde FBI entwickelt, die tätig wird, wenn eine Person als vermisst gemeldet wird.
Im Unterschied zu den meisten Krimiserien steht am Anfang also nicht ein Verbrechen, sondern das Verschwinden einer Person. Dabei decken die behandelten Fälle die gesamte Bandbreite des Verschwindens ab: Neben der klassischen Entführung mit Lösegeldforderung kommen auch andere Arten von Verbrechen (insbesondere Mord) vor wie auch das Verschwinden als Folge eines Unfalls oder als Flucht.
Im Mittelpunkt der Serie steht dabei ein Team von fünf, später sechs Special Agents unter der Führung von Jack Malone, deren Einsätze zumeist in New York und Umgebung erfolgen. Mitunter müssen sie auch in anderen Gebieten der USA ermitteln. Ein Fall führte sie auch nach Mexiko, ein anderer in den Irak, wieder ein anderer nach Japan.
In den USA werden am Ende vieler Episoden Informationen über tatsächlich vermisste Personen gegeben.

## Stilmittel
Im Mittelpunkt der einzelnen Episoden steht das Verschwinden einer Person sowie die Aufklärung der entsprechenden Vorgeschichte und Folgen. Folgerichtig beginnt eine Episode für gewöhnlich auch mit einer Beschreibung des Verschwindens der vermissten Person, wie sie dem Team vorgelegt wird. Dann verfolgt das Team die verschiedenen Spuren und Hypothesen, die das Verschwinden erklären könnten und entdeckt dabei zumeist die kleinen und großen Geheimnisse des Verschwundenen und seiner Umgebung durch diverse Zeugenaussagen. Diese Aussagen wie auch die anfängliche Vorstellung des Falles werden meist als Flashbacks inszeniert und von einem der Agents im Voice-over kommentiert – ähnlich der Serie Cold Case – Kein Opfer ist je vergessen.
Häufig werden Szenen mit Luftaufnahmen eingeleitet, was einen guten Eindruck einerseits des Verlorenseins der Vermissten vermittelt und andererseits die Schwierigkeit der Aufgabe des Wiederfindens dokumentiert.
Neben einem ruhigen Score wird in emotionalen Szenen häufig auf eindringliche Popmusik zurückgegriffen, um die Emotionalität der Szenen zu unterstreichen. Insbesondere die Auflösung des Falles am Ende jeder Episode ist für die Beteiligten ein Moment großer Emotionalität, wenn die Hoffnung auf eine gesunde Rückkehr des Vermissten sich erfüllt oder zerschlagen wird.
Die einzelnen Episoden der Handlung sind weitgehend inhaltlich abgeschlossen. Gewisse Handlungsbögen – hauptsächlich das Leben der fünf betrachteten Agenten betreffend – fließen jedoch immer wieder ein, ohne abschließend aufgelöst zu werden. Das Privatleben der Agenten bildet deshalb eine gewisse Rahmenhandlung, allerdings nur insoweit, wie es im beruflichen Alltag zur Sprache kommt. So etwa familiäre Probleme durch lange und unregelmäßige Arbeitszeiten, Verständnis für die Handlung der verschiedenen an den Fällen beteiligten Personen aufgrund eigener Lebenserfahrung, Karriereplanung, Romanzen am Arbeitsplatz sowie der Traumatisierung infolge einer Verletzung im Dienst. Eine der Figuren litt eine Zeitlang an einer Herzerkrankung und durfte deshalb in dieser Zeit nicht arbeiten.

## Figuren

### Hauptfiguren

#### Jack Malone
Er ist der Abteilungsleiter der Missing Person Squad. Er besitzt einen starken Charakter und handelt aufgrund dessen auch oft nicht regelkonform. Er behält jedoch ständig das Ziel vor Augen, die vermisste Person zu finden. Außerdem trifft er meist intuitive Entscheidungen, was seine Vorgesetzten oft nicht befürworten. Dennoch besitzt er großen Respekt und Achtung innerhalb des FBI und der Abteilung, auch wenn er mitunter den Chef geben muss. Sein Privatleben läuft oft sehr turbulent ab. Noch während seiner Ehe hatte Malone eine Affäre mit Samantha Spade. Er kehrte jedoch wieder zu seiner Frau zurück und quittierte den Job, um seiner Familie nach Chicago zu folgen – er hat zwei Kinder. In dieser Zeit übernahm Viviane Johnson seinen Posten. Malones Rückkehr führte deshalb zu einer kurzfristigen Verstimmung zwischen ihnen. In der dritten Staffel ließ seine Frau sich von ihm scheiden und erhielt das Sorgerecht für die beiden Töchter.
Als Kind fand Jack seine Mutter, nachdem diese Selbstmord begangen hatte, weshalb er ständige Schuldgefühle hat. Die Beziehung zu seinem Vater, einem Soldaten, war lange belastet. Als dieser jedoch an Alzheimer erkrankt und sein Sohn sich um ihn kümmern muss, kommen sie sich vor seinem Tod wieder näher.

#### Samantha Spade
Sie stammt aus eher ärmlichen Verhältnissen und wuchs in einem Trailer Park auf. Sie ist eine gefühlsbetonte Person, versucht aber, nach außen Stärke zu demonstrieren. Besonders Fälle, in die Kinder verwickelt sind, gehen ihr daher sehr nahe. Sie hatte eine Affäre mit Jack Malone, die bereits vor der ersten Episode beendet war. Zu Beginn der dritten Staffel beginnt sie eine Beziehung mit Martin, die aber an ihrer Beziehungsangst scheitert. Im Staffelfinale der ersten Staffel geriet sie in eine Geiselnahme und wurde angeschossen. Danach musste sie sich einer Therapie unterziehen.

#### Vivian Johnson
Sie ist der ruhende Pol in Malones Team. Sie ist als Einzige verheiratet und hat einen Sohn. Kurzfristig wird sie auch am Anfang der dritten Staffel Leiterin der Abteilung, als Jack sich zu seiner Familie nach Chicago versetzen lässt. Vivian besitzt als Mutter besonderes Einfühlungsvermögen und ist die einzige, die Jack offen auf Fehler ansprechen kann. Außerdem ist sie äußerst talentiert im Verhandeln und bleibt in den richtigen Situationen kühl. Sie hat ein Herzleiden, deren Behandlung die dritte Staffel durchzog. Vivian durfte nicht mehr arbeiten und wurde von ihren Kollegen zu Hause angerufen und half ihnen so bei der Bewertung schwieriger Situationen.

#### Danny Taylor
Er hat genau wie der Rest des Teams einen starken Charakter. Seine Familie emigrierte aus Kuba in die USA. In seiner Kindheit hatte er Kontakt mit Kriminalität und Gangs. So war sein Bruder mehrere Jahre im Gefängnis, was Danny veranlasste, jeden Kontakt zu ihm abzubrechen und seinen Namen zu ändern. Später versöhnten sie sich, doch der Bruder, mittlerweile entlassen, verheiratet und Vater, geriet wieder auf die schiefe Bahn. Aufgrund seines persönlichen Hintergrunds beweist Danny besonders in Gesprächen mit mittellosen Menschen und Jugendkriminellen großes Gefühl. Ein absolviertes Jura-Studium scheiterte daran, dass er am Tag der Abschlussprüfung betrunken von der Polizei aufgegriffen wurde, nachdem er einen Verkehrsunfall verursacht hatte und so nie die Prüfung ablegen konnte. Zu diesem Zeitpunkt war Danny Alkoholiker, doch hat er dies heute schon lange hinter sich gelassen.

#### Martin Fitzgerald
Er kommt zu Beginn der Serie neu in das Team. Sein Vater Victor Fitzgerald ist Vizedirektor des FBI, was bei Martin den Glauben hervorruft, sich besonders beweisen zu müssen. Zunächst herrscht ein starkes Konkurrenzdenken zwischen ihm und Danny, doch schon bald wird daraus eine innige Freundschaft. Früh ist erkennbar, dass sich Martin zu Samantha hingezogen fühlt. Ab der dritten Staffel beginnen die beiden eine Beziehung, die an Samanthas Bindungsproblemen scheitert. Später wird Martin angeschossen und kann die Schmerzen nur mit regelmäßigem Einsatz von Medikamenten bekämpfen. Hieraus resultiert eine Abhängigkeit. Diese wird von seinen Kollegen Danny Taylor und Samantha Spade entdeckt, und er beginnt, diese zu überwinden.

#### Elena Delgado
Sie kam am Anfang der vierten Staffel neu ins Team. Anfangs hatte sie Probleme zu verstehen, dass es beim FBI nicht so „gewalttätig“ zugeht wie im Streifendienst bei der New Yorker Polizei. Elena hat eine sechsjährige Tochter Sofie, deren Vater getrennt von Sofie und Elena lebt und sich immer wieder zunächst kleine Scharmützel mit Elena um das Sorgerecht liefert. Sofies Vater arbeitet gleichfalls (in einer nicht näher bezeichneten Abteilung) beim FBI und ist seit Jugendtagen mit Elenas Kollegen Danny befreundet. Dies führt dazu, dass beide Elternteile versuchen, Danny als Zeuge für die eigenen Qualitäten und die mangelhafte Eignung des jeweils anderen als Erziehungsperson für Sofie einzuspannen. Die schmutzige Schlacht um Sofie spitzt sich immer weiter zu, bis ein entlassener Sträfling – zunächst noch im Auftrag von Sofies Vater – das Kind entführt und versteckt hält, sodass Elenas Privatleben die halbe Abteilung nunmehr in offizieller Funktion beschäftigt. Über Elenas Ex-Partner und Vater ihrer Tochter haben sich Danny und Elena schon viele Jahre vor ihrem Eintritt ins FBI kennen- und schätzen gelernt. Im Verlauf der Zusammenarbeit entwickelt sich eine tiefe Liebe zwischen Elena und Danny.

### Gastdarsteller
Da die Serie sehr aufwendig produziert wird, können sehr häufig aus anderen Serien bekannte Schauspieler als Gaststars verpflichtet werden, zumeist in der Rolle des jeweiligen Vermissten, z. B. Paul Butcher, auch bekannt von der Jugendserie Zoey 101.
Ausnahme von dieser Regel ist Martin Landau in der Rolle des Vaters von Jack Malone. Der Oscar-Gewinner hatte mehrere eindrucksvolle Auftritte, da der von ihm verkörperte Charakter an Alzheimer erkrankt und der Krankheitsverlauf über mehrere Episoden bis zu dessen Tod gezeigt wird.

## Darsteller
| Rolle                           | Schauspieler           | Synchronsprecher     | Hauptrolle (Episoden) | Nebenrolle (Episoden) |
| ------------------------------- | ---------------------- | -------------------- | --------------------- | --------------------- |
| Special Agent Jack Malone       | Anthony LaPaglia       | Klaus-Dieter Klebsch | 1x01–7x24             |                       |
| Special Agent Samantha Spade    | Poppy Montgomery       | Silvia Mißbach       | 1x01–7x24             |                       |
| Special Agent Vivian Johnson    | Marianne Jean-Baptiste | Joseline Gassen      | 1x01–7x24             |                       |
| Special Agent Danny Taylor      | Enrique Murciano       | Dennis Schmidt-Foß   | 1x01–7x24             |                       |
| Special Agent Martin Fitzgerald | Eric Close             | Johannes Berenz      | 1x01–7x24             |                       |
| Special Agent Elena Delgado     | Roselyn Sánchez        | Silke Matthias       | 4x09–7x24             | 4x02–4x08             |

## Ausstrahlung
Vereinigte Staaten
In den Vereinigten Staaten wurden zwischen dem 26. September 2002 und dem 19. Mai 2009 insgesamt 160 Folgen in sieben Staffeln auf dem Sender CBS ausgestrahlt.
Deutschland
In Deutschland wurde sie zunächst von ProSieben ausgestrahlt, wegen geringer Zuschauerzahlen jedoch im Jahr 2004 an kabel eins weitergegeben. Nachdem sie dort erfolgreich gelaufen war und die Akzeptanz amerikanischer Serien beim deutschen Fernsehzuschauer in den Jahren 2005/06 wieder zugenommen hatte, wurde die Serie ab 4. Januar 2007 von Sat.1 ausgestrahlt. Ab dem 7. Januar 2008 wurde die Serie wieder montags von kabel eins ausgestrahlt. Am 6. Mai 2008 gab kabel eins bekannt, Without A Trace in eine frühe Sommerpause zu schicken und einen neuen Sendeplatz zu suchen. Ab 4. September 2008 strahlte der Spielfilmsender Tele 5 die Serie jeweils donnerstags um 23:00 Uhr aus. Vom 27. Juni 2009 bis 30. Januar 2010 sendete Kabel eins die sechste sowie die siebte und zugleich letzte Staffel der Serie samstags um 20.15 Uhr.

## Auszeichnungen
Die Serie gewann 2003 zwei Emmys („Outstanding Art Direction for a Single Camera Series“ und „Outstanding Guest Actor in a Drama Series“), 2004 gewann Anthony LaPaglia einen Golden Globe (als „Best Performance by an Actor in a Television Series – Drama“).
Die Filmmusik-Komponisten Johnny Klimek und Reinhold Heil (ehemals Keyboarder bei der Band Spliff) gewannen 2005 für die Titelmelodie einen „ASCAP“-Award ('American Society of Composers, Authors and Publishers') in der Kategorie „Top Television Series“.
Daneben wurde die Serie für zahlreiche Auszeichnungen nominiert.

## Verfügbarkeit
Die ersten sechs Staffeln der Serie wurden auf DVD in deutscher Sprache veröffentlicht. Zusätzlich erschien am 12. Dezember 2008 eine DVD-Box mit den ersten vier Staffeln auf 16 DVDs.